# Discografia di Gracie Abrams
La discografia di Gracie Abrams, cantautrice statunitense, comprende due album in studio, due EP e oltre venti singoli.

## Album in studio
| Anno                                                         | Titolo e dettagli | Classifiche | Classifiche | Classifiche | Classifiche | Classifiche | Classifiche | Classifiche | Classifiche | Classifiche | Classifiche | Certificazioni       |
| Anno                                                         | Titolo e dettagli | USA         | AUS         | CAN         | GER         | IRE         | NLD         | NZL         | SWE         | SWI         | UK          | Certificazioni       |
| ------------------------------------------------------------ | --- | ----------- | ----------- | ----------- | ----------- | ----------- | ----------- | ----------- | ----------- | ----------- | ----------- | -------------------- |
| 2023                                                         | Good Riddance - Pubblicato: 24 febbraio 2023 - Etichetta: Interscope - Formati: CD, LP, download digitale, streaming  | 52          | 30          | 55          | 19          | 4           | —           | 40          | —           | 92          | 3           |                      |
| 2024                                                         | The Secret of Us - Pubblicato: 21 giugno 2024 - Etichetta: Interscope - Formati: CD, LP, download digitale, streaming | 2           | 1           | 2           | 4           | 2           | 1           | 2           | 29          | 5           | 1           | - CAN: Oro - UK: Oro |
| "—" indica una pubblicazione non classificata in quel Paese. | |             |             |             |             |             |             |             |             |             |             |                      |

## Extended play
| Anno | Titolo e dettagli |
| ---- | --- |
| 2020 | Minor - Pubblicato: 14 luglio 2020 - Etichetta: Interscope - Formato: LP, download digitale, streaming                        |
| 2021 | This Is What It Feels Like - Pubblicato: 12 novembre 2021 - Etichetta: Interscope - Formato: LP, download digitale, streaming |
| 2025 | Live from Vevo - Pubblicato: 17 gennaio 2025 - Etichetta: Interscope - Formato: LP, download digitale, streaming              |

## Singoli

### Come artista principale
| Anno                                                         | Titolo                                  | Classifiche | Classifiche | Classifiche | Classifiche | Classifiche | Classifiche | Classifiche | Classifiche | Classifiche | Certificazioni                                                     | Album di provenienza       |
| Anno                                                         | Titolo                                  | USA         | AUS         | CAN         | IRE         | NLD         | NZL         | SWE         | UK          | WW          | Certificazioni                                                     | Album di provenienza       |
| ------------------------------------------------------------ | --------------------------------------- | ----------- | ----------- | ----------- | ----------- | ----------- | ----------- | ----------- | ----------- | ----------- | ------------------------------------------------------------------ | -------------------------- |
| 2019                                                         | Mean It                                 | —           | —           | —           | —           | —           | —           | —           | —           | —           |                                                                    | /                          |
| 2019                                                         | Stay                                    | —           | —           | —           | —           | —           | —           | —           | —           | —           | - AUS: Oro                                                         | /                          |
| 2020                                                         | 21                                      | —           | —           | —           | —           | —           | —           | —           | —           | —           | - USA: Oro - AUS: Oro - BRA: Oro                                   | Minor                      |
| 2020                                                         | I Miss You, I'm Sorry                   | —           | —           | —           | 20          | —           | —           | —           | 81          | —           | - USA: Oro - AUS: Platino - UK: Oro - NOR: Oro - BRA: Platino      | Minor                      |
| 2020                                                         | Long Sleeves                            | —           | —           | —           | —           | —           | —           | —           | —           | —           |                                                                    | Minor                      |
| 2020                                                         | Friend                                  | —           | —           | —           | —           | —           | —           | —           | —           | —           |                                                                    | Minor                      |
| 2020                                                         | Brush Fire                              | —           | —           | —           | —           | —           | —           | —           | —           | —           |                                                                    | /                          |
| 2021                                                         | Unlearn (con Benny Blanco)              | —           | —           | —           | —           | —           | —           | —           | —           | —           |                                                                    | Friends Keep Secrets 2     |
| 2021                                                         | Mess It Up                              | —           | —           | —           | —           | —           | —           | —           | —           | —           | - AUS: Oro - BRA: Oro                                              | /                          |
| 2021                                                         | Feels Like                              | —           | —           | —           | —           | —           | —           | —           | —           | —           | - USA: Oro - AUS: Oro                                              | This Is What It Feels Like |
| 2021                                                         | Rockland                                | —           | —           | —           | —           | —           | —           | —           | —           | —           |                                                                    | This Is What It Feels Like |
| 2021                                                         | Alright                                 | —           | —           | —           | —           | —           | —           | —           | —           | —           |                                                                    | This Is What It Feels Like |
| 2022                                                         | Block Me Out                            | —           | —           | —           | —           | —           | —           | —           | —           | —           |                                                                    | Good Riddance (Deluxe)     |
| 2022                                                         | Difficult                               | —           | —           | —           | —           | —           | —           | —           | —           | —           |                                                                    | Good Riddance              |
| 2023                                                         | Where Do We Go Now?                     | —           | —           | —           | —           | —           | —           | —           | —           | —           |                                                                    | Good Riddance              |
| 2023                                                         | Amelie                                  | —           | —           | —           | —           | —           | —           | —           | —           | —           |                                                                    | Good Riddance              |
| 2023                                                         | I Know It Won't Work                    | —           | —           | —           | —           | —           | —           | —           | —           | —           | - AUS: Oro                                                         | Good Riddance              |
| 2023                                                         | Everywhere, Everything (con Noah Kahan) | 79          | —           | 60          | —           | —           | —           | —           | 72          | —           | - USA: Oro - UK: Argento - CAN: Platino                            | Stick Season (Forever)     |
| 2024                                                         | Risk                                    | 94          | 79          | 80          | 48          | —           | —           | —           | 67          | —           | - AUS: Oro - CAN: Oro                                              | The Secret of Us           |
| 2024                                                         | Close to You                            | 49          | 34          | 40          | 24          | —           | 31          | —           | 35          | 39          | - AUS: Platino - CAN: Oro                                          | The Secret of Us           |
| 2024                                                         | I Love You, I'm Sorry                   | 19          | 7           | 14          | 1           | 9           | 5           | 39          | 4           | 14          | - USA: Oro - UK: Argento - CAN: Oro - NZL: Oro                     | The Secret of Us           |
| 2024                                                         | That's So True                          | 6           | 1           | 1           | 1           | 1           | 1           | 2           | 1           | 4           | - AUS: Platino (2) - UK: Platino - CAN: Platino (2) - NZL: Platino | The Secret of Us (Deluxe)  |
| "—" indica una pubblicazione non classificata in quel Paese. |                                         |             |             |             |             |             |             |             |             |             |                                                                    |                            |

### Come artista ospite
| Anno | Titolo                                                                        | Album di provenienza    |
| ---- | ----------------------------------------------------------------------------- | ----------------------- |
| 2017 | Pad Thai (Tjani feat. Gracie Abrams)                                          | /                       |
| 2025 | Call Me When You Break Up (Selena Gomez con Benny Blanco feat. Gracie Abrams) | I Said I Love You First |

## Altri brani entrati in classifica
| Anno | Titolo                  | Classifiche | Classifiche | Classifiche | Classifiche | Classifiche | Classifiche | Classifiche | Album di provenienza |
| Anno | Titolo                  | USA         | AUS         | CAN         | IRE         | NZL         | UK          | WW          | Album di provenienza |
| ---- | ----------------------- | ----------- | ----------- | ----------- | ----------- | ----------- | ----------- | ----------- | -------------------- |
| 2024 | Us (feat. Taylor Swift) | 36          | 25          | 31          | 35          | 30          | 37          | 34          | The Secret of Us     |